# ジェシカ・ラング
ジェシカ・フィリーズ・ラング（Jessica Phyllis Lange, 1949年4月20日 - ）は、アメリカ合衆国の女優・写真家。1983年にアカデミー賞、2009年にエミー賞、2016年にトニー賞を受賞し演技の三冠を達成している。

## 生い立ち
ミネソタ州クロケット出身にて、4人兄弟の3番目として生まれる。フィンランド人、ドイツ人、オランダ人の血を引く。ミネソタ大学で短期間学んだ後、パントマイムの勉強をしにパリに渡る。1973年にニューヨークに戻り、ウェイトレスやモデルをしながら演技を学ぶ。

## 俳優として
1976年公開のアメリカ映画『キングコング』で、主役のヒロインに抜擢されるも、映画が酷評された上に、ジェシカ自身には「キングコングの恋人」というイメージがついてしまった。後年になって、彼女自身も「サルとの共演を喜ぶ女優なんていないでしょう」と述懐している。しかし、1981年の『郵便配達は二度ベルを鳴らす』で注目され、1982年に『トッツィー』でアカデミー助演女優賞、1994年には『ブルースカイ』でアカデミー主演女優賞を受賞して演技派女優としての地位を築く。
1992年には『欲望という名の電車』でブロードウェイ・デビューも果たしている。
2009年放送のテレビ映画『グレイ・ガーデンズ 追憶の館』でエミー賞主演女優賞（ミニシリーズ・テレビ映画部門）を受賞。
2012年『アメリカン・ホラー・ストーリー: 呪いの館』によりゴールデングローブ賞助演女優賞（シリーズ・ミニシリーズ・テレビ映画部門）を受賞。
2013年、「Los Angeles Times」紙に女優業から引退する事を発表。
2016年、『夜への長い旅路』で第70回トニー賞 演劇主演女優賞を受賞。

## 写真家として
2009年にはモノクロの写真集50 Photographsを出版している。

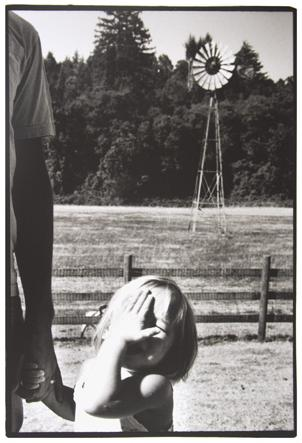
「カリフォルニア」
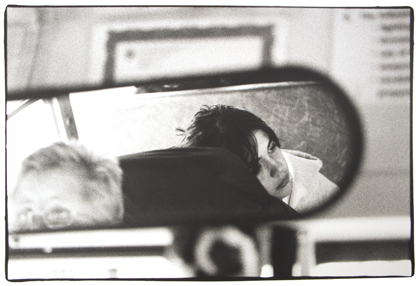
「ミネソタ」
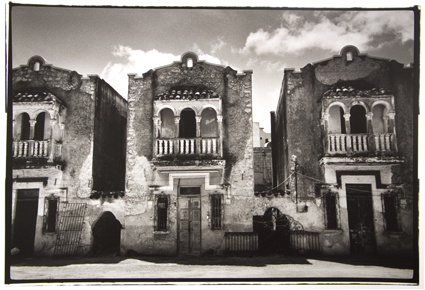
「メキシコ」

## 私生活
プライベートでは1970年に写真家と結婚するが、1981年に離婚。1976年から1982年までミハイル・バリシニコフと交際し娘が一人いる。その後、俳優・脚本家のサム・シェパードと暮らし、2人の子供をもうけるが、2009年に別れている。

## 出演作

### 映画
| 年   | 日本語題 原題                                             | 役名                       | 備考                                                                        | 吹き替え |
| ---- | --------------------------------------------------------- | -------------------------- | --------------------------------------------------------------------------- | --- |
| 1976 | キングコング King Kong                                    | ドワン                     |                                                                             | 不明（劇場公開版） 宗形智子（テレビ朝日旧版） 上田みゆき（フジテレビ版） 水谷優子（日本テレビ版） 田中敦子（テレビ朝日新版） |
| 1979 | オール・ザット・ジャズ All That Jazz                      | アンジェリーク             |                                                                             | 武藤礼子（テレビ朝日版） 宗形智子（LD版）                                                                                    |
| 1980 | ひと妻窃盗団 How to Beat the High Co$t of Living          | ルイーズ                   |                                                                             | |
| 1981 | 郵便配達は二度ベルを鳴らす The Postman Always Rings Twice | コーラ・パパダキス         |                                                                             | 大谷直子（フジテレビ版） |
| 1982 | トッツィー Tootsie                                        | ジュリー                   | アカデミー助演女優賞 受賞 ゴールデングローブ賞 助演女優賞 受賞              | 高島雅羅（フジテレビ版） 弓場沙織（ソフト版）                                                                                |
| 1982 | 女優フランシス Frances                                    | フランシス・ファーマー     |                                                                             | |
| 1984 | 熱いトタン屋根の猫 Cat on a Hot Tin Roof                  | マギー                     | テレビ映画                                                                  | |
| 1984 | カントリー Country                                        | ジュエル・アイヴィー       | 兼製作                                                                      | |
| 1985 | ジェシカ・ラングの スウィート・ドリーム Sweet Dreams      | パッツィー                 |                                                                             | |
| 1986 | ロンリー・ハート Crimes of the Heart                      | メグ                       |                                                                             | |
| 1988 | ファーノース Far North                                    | ケイト                     |                                                                             | |
| 1988 | 熱き愛に時は流れて Everybody's All-American               | バブス・ロジャース・グレイ |                                                                             | 池田昌子 |
| 1989 | ミュージックボックス Music Box                            | アン・タルボット           |                                                                             | |
| 1989 | メン・ドント・リーブ Men Don't Leave                      | ベス                       |                                                                             | |
| 1991 | ケープ・フィアー Cape Fear                                | リー・ボウデン             |                                                                             | 一城みゆ希（ソフト版） 高島雅羅（テレビ朝日版）                                                                              |
| 1992 | 開拓/オー!パイオニア O Pioneers!                          | アレクサンドラ             | テレビ映画                                                                  | |
| 1992 | ナイト・アンド・ザ・シティ Night and the City             | ヘレン                     |                                                                             | 武藤礼子 |
| 1994 | ブルースカイ Blue Sky                                     | カーリー・マーシャル       | アカデミー主演女優賞 受賞 ゴールデングローブ賞 主演女優賞 (ドラマ部門) 受賞 | 弥永和子 |
| 1995 | 代理人 Losing Isaiah                                      | マーガレット・ルウィン     |                                                                             | 榊原良子 |
| 1995 | ロブ・ロイ/ロマンに生きた男 Rob Roy                       | メアリー                   |                                                                             | 戸田恵子 |
| 1995 | 欲望という名の電車 A Streetcar Named Desire               | ブランチ                   | テレビ映画 ゴールデングローブ賞女優賞 (ミニシリーズ・テレビ映画部門) 受賞   | |
| 1997 | シークレット/嵐の夜に A Thousand Acres                    | ジニー・クック・スミス     |                                                                             | 宮寺智子 |
| 1998 | 沈黙のジェラシー Hush                                     | マーサ                     |                                                                             | 弥永和子 |
| 1998 | 従妹ベット Cousin Bette                                   | ベット                     |                                                                             | 竹口安芸子 |
| 1999 | タイタス Titus                                            | タモラ                     |                                                                             | 弥永和子 |
| 2001 | 私は「うつ依存症」の女 Prozac Nation                      | サラ・ワーツェル           |                                                                             | 宮寺智子 |
| 2003 | 新しい私 Normal                                           | イルマ・アップルウッド     | テレビ映画                                                                  | |
| 2003 | ボブ・ディランの頭のなか Masked and Anonymous             | ニナ・ヴェロニカ           |                                                                             | |
| 2003 | ビッグ・フィッシュ Big Fish                               | サンドラ・ブルーム         |                                                                             | 唐沢潤（ソフト版） |
| 2005 | ブロークン・フラワーズ Broken Flowers                     | カルメン                   |                                                                             | |
| 2005 | アメリカ、家族のいる風景 Don't Come Knocking              | ドリーン                   |                                                                             | |
| 2007 | 多重人格・シビルの記憶 Sybil                              | コーネリア・ウィルバー博士 | テレビ映画                                                                  | |
| 2009 | グレイ・ガーデンズ 追憶の館 Grey Gardens                  | ビッグ・イディ             | テレビ映画 エミー賞主演女優賞（ミニシリーズ・テレビ映画部門）受賞           | |
| 2012 | 君への誓い The Vow                                        | リタ                       |                                                                             | 久保田民絵 |
| 2013 | テレーズ 情欲に溺れて In Secret                           | マダム・ラカン             |                                                                             | |
| 2014 | ザ・ギャンブラー/熱い賭け The Gambler                     | ロベルタ                   |                                                                             | 北條文栄 |
| 2022 | 探偵マーロウ Marlowe                                      |                            |                                                                             | 一柳みる |

### テレビシリーズ
| 年          | 日本語題 原題                                         | 役名                                        | 備考       | 吹き替え |
| ----------- | ----------------------------------------------------- | ------------------------------------------- | ---------- | -------- |
| 2011-継続中 | アメリカン・ホラー・ストーリー American Horror Story  | コンスタンス・ラングドン シスター・ジュディ | 計26話出演 | 一柳みる |
| 2017        | フュード/確執 ベティ vs ジョーン FEUD: BETTE AND JOAN | ジョーン・クロフォード                      | 計8話出演  | 夏木マリ |